# La Job
La Job est une série télévisée québécoise en 12 épisodes de 30 minutes adaptée de la série culte britannique The Office, produite par Image Diffusion International, maison de production d'Anne-Marie Losique et diffusée à partir du 9 octobre 2006 sur Bell ExpressVu. Elle a ensuite été diffusée à partir du 11 janvier 2007 à la Télévision de Radio-Canada puis sur ARTV.

## Synopsis
L'entreprise Les Papiers Jennings, chef de file national de l'industrie papetière, est en pleine restructuration. Le gérant régional de la succursale de Côte-de-Liesse, dans l'arrondissement Saint-Laurent à Montréal, est David Gervais (le nom de famille est un hommage à Ricky Gervais qui est le cocréateur de l'émission originale, l'acteur tenant le rôle correspondant et incidemment de racines canadiennes (sa parenté paternelle est franco-ontarienne) ; le prénom est sans doute emprunté au rôle original, David Brent). Il devra concurrencer la succursale de Terrebonne et opérer un important effort pour éviter la fermeture de sa propre succursale. Il devra également diriger un bureau d'employés parfois rebelles.
David est un humoriste et un rocker raté qui comprend mal la notion de rectitude politique. Il a tendance à soit se ridiculiser devant les employés du bureau ou les rendre intensément inconfortables. Celui qui semble l'apprécier le plus est Sam Bisaillon, un ancien cadet de l'armée qui vénère David. Il partage son bureau avec Louis Tremblay, qui est secrètement amoureux de la timide réceptionniste Anne Viens. Le problème est qu'Anne est fiancée à Luc, un employé machiste de l'entrepôt.

## Distribution
Voici les acteurs, les personnages, et leurs équivalents. Évelyne Rompré tient également un rôle, mais il est pour l'instant inconnu. Parmi les équivalences non confirmées, on trouve Emmanuelle Sirois-Keaton, jouée par Nathalie Coupal (probablement équivalente au personnage de Jennifer Taylor-Clark), Raymond, un syndicaliste joué par Bernard Carez et Rocky Larocque (Finchy Finch dans la série originale), incarné par Yves Amyot.
| Occupation                                                    | Version québécoise                   | Version britannique                 | Version américaine            | Version française                     |
| ------------------------------------------------------------- | ------------------------------------ | ----------------------------------- | ----------------------------- | ------------------------------------- |
| Gérant régional (Regional Manager)                            | David Gervais (Antoine Vézina)       | David Brent (Ricky Gervais)         | Michael Scott (Steve Carell)  | Gilles Triquet (François Berléand)    |
| Représentant des ventes (Sales Representative)                | Louis Tremblay (Sébastien Huberdeau) | Tim Canterbury (Martin Freeman)     | Jim Halpert (John Krasinski)  | Paul Delorme (Jérémie Elkaïm)         |
| Réceptionniste (Receptionist)                                 | Anne Viens (Sophie Cadieux)          | Dawn Tinsley (Lucy Davis)           | Pam Beesly (Jenna Fischer)    | Laetitia Kadiri (Anne-Laure Balbir)   |
| Assistant-gérant régional (Assistant to the Regional Manager) | Sam Bisaillon (Paul Ahmarani)        | Gareth Keenan (Mackenzie Crook)     | Dwight Schrute (Rainn Wilson) | Joël Liotard (Benoit Carré)           |
| Employé de l'entrepôt et fiancé de la réceptionniste          | Luc (Martin Tremblay)                | Lee (Joel Beckett)                  | Roy Anderson (David Denman)   | Ludovic Correia (Julien Favart)       |
| Vendeur et compagnon de beuverie du gérant régional           | Rocky Larocque (Yves Amyot)          | Chris Finch (Finchy) (Ralph Ineson) | Todd Packer (David Koechner)  | Didier Leguelec (Jean-Pierre Loustau) |

## Commentaires
Elle constitue la troisième adaptation étrangère du concept et la seconde faite dans une autre langue que l'anglais. Étant donné la réception mitigée des téléspectateurs et les cotes d'écoute décevantes, l'émission ne sera pas de retour à Radio-Canada.

### Production
The Office avait déjà reçu le traitement d'adaptations avec la version américaine The Office (US), la version française Le Bureau et la version allemande non officielle Stromberg. Image Diffusion International produit l'incarnation québécoise. Anne-Marie Losique, cofondatrice d'IDI ainsi qu'animatrice et productrice connue, dit : « J'ai vu l'émission sur DVD et je trouve que c'est une des séries les plus risquées, les plus extraordinaires. Pour moi, c'est vraiment une série culte [...] Comme la série originale, l'émission se déroule en banlieue où rien ne se passe ». Étonnamment, Losique a clamé avoir acheté le concept pour seulement 5 000 $, selon un article de 2005 dans Le Soleil. Elle a mentionné que la chaîne télévisée française Canal+ a démontré de l'intérêt pour cette version, malgré le fait qu'elle est celle qui produit et diffuse déjà la version française. Losique s'était déjà fait connaître pour d'autres importations télévisées telles que La Vie rurale (basée sur la série américaine The Simple Life, sa toute première exportation) mettant en vedette la chanteuse pop Jacynthe et elle-même, et Des gens pas ordinaires (basée sur The Surreal Life).
Comme l'Office britannique, La Job prend la forme d'un faux documentaire. Douze épisodes, pour la première saison, ont commencé leur tournage le 10 juillet 2006 avec un budget de moins de 200 000 $CAN chacun, tous filmés en haute définition. Pour la première saison de La Job, comme chez équivalent français, on a adapté directement à partir des scripts britanniques, plutôt que d'en créer de nouveaux comme aux États-Unis (toutefois, la version américaine a adapté le premier épisode de cette façon). On hésita initialement entre les titres Le Bureau (une traduction directe et identique à la version de France) ou La Job (une expression de français québécois en franglais ; elle existe en argot français, mais au masculin, plutôt qu'au féminin). Finalement, La Job a été choisi. Certains médias ont rapporté le titre Le Job  par erreur.
André St-Pierre est le réalisateur des épisodes. L'adaptation des scripts fut donnée à Ian Lauzon et Jean-Philippe Granger est le scénariste. Comme pour l'Office américain, des vétérans de l'improvisation ont été appelés pour remplir les souliers de certains des acteurs originaux. Le rôle du patron David Brent fut confié à Antoine Vézina, de la réputée Ligue nationale d'improvisation (LNI), un concept de théâtre d'improvisation né au Québec qui organise des compétitions nationales et internationales (entre le Québec, la France, la Belgique, la Suisse et l'Italie). Sophie Cadieux, qui tient le rôle correspondant à la réceptionniste Dawn Tinsley, a également pris part à la LNI. Paul Ahmarani, le Gareth Keenan de La Job, est un grand fan de la série anglaise. À propos de l'humour noir de la série, il commente : « Moi, personnellement, quand j'ai commencé à écouter cette série, au bout de cinq minutes, je le savais que j'avais devant les yeux quelque chose d'unique, qui allait carrément fracasser tout ce qu'on avait vu avant. » Au sujet de son personnage, il résume : « Je suis quelqu'un d'extrêmement pissou (« peureux » en français québécois), donc, je me réfugie dans des espèces de fantaisies militaires de virilité... J'aime beaucoup dire que j'ai passé trois ans dans l'armée... Je suis un petit peu un loser, très de droite, très militariste ». Sébastien Huberdeau, l'équivalent de Tim Canterbury, fut observé sur les écrans internationaux dans Les Invasions barbares, gagnant de l'Oscar du meilleur film en langue étrangère de 2004.
La réalité et la fiction se confondent parfois dans La Job, comme pour la version des États-Unis. Le studio est situé à Côte-de-Liesse (arrondissement Saint-Laurent à Montréal), près de l'Autoroute 20, là où se trouve la succursale des Papiers Jennings dans le contexte de l'émission. Certaines scènes ont également été filmées au Bar Zeffé, près du studio. L'établissement garde son nom dans la série. Construit pour La Job, le plateau est censément prêt à être converti en véritable bureau en l'espace d'une journée. Le tournage est effectué sans projecteur, seulement à la lumière des néons de bureau. Le journal de quartier Les Nouvelles Saint-Laurent procure à l'émission de faux journaux pour le tournage.

## Internet vidéos
Faits pour l'Internet, de courts vidéoclips originaux du patron seul à son bureau, donnant des conseils ridicules à la caméra, sont mis en ligne chaque semaine sur Sympatico.msn.ca. Les épisodes jusqu'à présent sont : Le diplôme, La ponctualité, L'argent et L'efficacité au travail.

#### Généraux
- Vidéoclips de La Job sur Sympatico.msn.ca
- "Un regard satirique sur la vie de bureau dans La Job" dans Les Nouvelles Saint-Laurent
- "La Job: Quand la réalité rejoint la fiction" dans La Presse

#### Images
- David Gervais épie ses employés au travers de ses vénitiennes
- Le personnel joue au hockey dans le bureau
- La distribution de l'émission (au bas du document)
- David Gervais au téléphone